# Z9 Wolfgang Zenker
Z9 «Вольфганг Ценкер» (нім. Z9 Wolfgang Zenker) — військовий корабель, ескадрений міноносець типу 1934A Кріґсмаріне за часів Другої світової війни.
Есмінець Z9 «Вольфганг Ценкер» був закладений 22 березня 1935 року на верфі Germaniawerft у Кілі, 27 березня 1936 року спущений на воду, а 2 липня 1938 року введений до складу військово-морських сил Третього Рейху.
Z9 «Вольфганг Ценкер» отримав свою назву на честь Отто Вольфганга Ценкера, лейтенанта лінкора «Кеніг», убитого матросами 5 листопада 1918 року під час Кільського повстання.

## Будова корабля

### Дизайн та конструкція
Корпус Z9 «Вольфганг Ценкер» мав загальну довжину між перпендикулярами — 119 м, бімс — 11,31 м та осадку до 4,23 м. Водотоннажність бойового корабля становила: стандартна — 2 171 та повна — 3 110 довгих тонн відповідно. По бортах і днищу з носа до корми йшли безперервні стрингери, з'єднані зі шпангоутами. Майже 2/5 займав півбак. Висота борту над водою по форштевню доходила до 5 метрів. Форштевень був практично вертикальним і тільки нагорі трохи закруглявся. Корма у есмінця була транцевою, закругленою з дуже характерним для німецьких міноносців тунельним підводним пристроєм. Товщина сталевих листів для обшивки корпусу корабля була від 6 до 11 мм, а палубна — до 13 мм. Для скріплення сталевих листів використовувалося зварювання, завдяки цьому Z9 «Вольфганг Ценкер» був суцільнозварним.
Головна енергетична установка становила два триколекторні парових турбіни Wagner з горизонтальними пароперегрівниками й підігрівачами повітря, кожний приводив у дію один ґвинт. На есмінці встановлювалися шість котлів Benson у трьох котельних відділеннях — кормовому, носовому і середньому, які розташовувалися по бортах без поздовжньої перебірки. У носовому котельному відділенні були розміщені котли «малого» типу, які були меншого розміру і паропродуктивності. Робочий тиск пару — 70 атм., температура — 175 °С, і забезпечувала ефективність при повному навантаженні 78 %.
Проєктна потужність становила 69 000 к.с., що мало забезпечити максимальну швидкість ходу (при повному навантаженні) в 36,4 вузлів (68 км/год). Запас палива зберігався в паливних танках, ємністю 752 тонни мазуту, що забезпечувало дальність плавання 4 400 миль (8 100 км) 19-вузловим ходом (35 км/год). Ефективна дальність дії есмінця Z9 «Вольфганг Ценкер» становила лише 1 530 миль (2 380 км) на цій швидкості.
Екіпаж корабля становив 10 офіцерів та 315 матросів.

### Озброєння
Корабельна артилерія головного калібру (ГК) есмінця Z9 «Вольфганг Ценкер»: п'ять 127-мм корабельних гармат SKC/34 компанії Rheinmetall-Borsig з довжиною ствола 45 калібрів у поодиноких штирових установках LC/34. Загальна маса установки становила 10 220 кг, з яких 1870 кг припадало на бронещит завтовшки 8 мм. Гарматні установки розташовувалися на кораблі лінійно. Дві перших гармати розміщувалися лінійно в носовій частині на узвишші. Третя — перед кормовою надбудовою. Дві останніх у кормовій частині есмінця також розміщувалися лінійно на узвишші. Кут обстрілу для гармат, що стояли по краях, становив 240 °, а для гармати № 3 — від 30 ° до 150 ° на кожен борт. Максимальний кут піднесення +30°, зниження на −10°. Маса снаряда 28 кг, початкова швидкість — 830 м/с, на дальність — до 17 400 м. Гармати мали швидкострільність 15-18 пострілів на хвилину. Боєзапас становив 120 пострілів на ствол (фактично вистачало на 7-10 хвилин бою).
Основу зенітного озброєння становили дві спарені 37-мм напівавтоматичні зенітні гармати SKC/30 з довжиною ствола 80 калібрів. Гармати в установках Dopp. LC/30 (Doppellafette С/30), стабілізовані в трьох площинах, розміщувалися на майданчиках біля другої димової труби. Теоретична швидкострільність досягала 80 пострілів на хвилину, але в реальних бойових умовах ледве досягала 30-40 пострілів на хвилину, а іноді ще й менше. Вертикальне наведення: -9 — +85°. Дальність стрільби — 8,5 км, досяжність повітряної цілі по висоті — 6 800 м.
Також на борту Z9 «Вольфганг Ценкер» розміщувалися шість 20-мм автоматична зенітна гармата FlaK 30 C/30 з довжиною ствола 65 калібрів. Гармати розташовувалися парами на півбак з боків гармати головного калібру № 2, з боків шлюпочних кранів і на кормовій надбудові між гарматами № 3 і № 4. Скорострільність — 120 пострілів на хвилину. Однак магазин був всього на 20 пострілів, що вимагало його частої заміни. Живучість ствола досягала 20 тисяч пострілів.
Мінно-торпедне озброєння корабля складалося з двох чотиритрубних 533-мм торпедних апаратів. Для стрільби використовувалися тільки парогазові торпеди типу G7a із зарядом бойової частини — 340 кг ТГА. Дальність ходу торпеди на швидкості 44 вузли становила 6 000 м, на 40 вузлах — 8 000 м, на 30 вузлах — 14 000 м. Для постановки мін Z9 «Вольфганг Ценкер» мав стаціонарні мінні шляхи, виконані зі сталі швелерного профілю і приварені до палубі електрозварюванням. Штатний боєкомплект становив 60 якірних мін (контактних EMC, магнітних EMF і RMB, протичовнових UMA і UMB) або 80-100 мінних захисників (RB і EMR).
Протичовнове озброєння есмінця складалося з двох типів глибинних бомб WBF і WBG. Боєзапас бомб становив 18 штук, з яких 6 зберігалися на кормових схилах, а решта — в льоху. Пізніше число бомб збільшили до 30-36, а у кормової надбудови стали монтувати по чотири бомбомети.
Для протимінного захисту корабель мав два комплекти параванів-захисників (OGG — нім. Ouer Geleit Gerate). Вони встановлювалися на спеціальний шпірон, що висувався через отвір у форштевні нижче ватерлінії. Ширина протраленої смуги становила 20-25 см.
Корабельна система керування артилерійським вогнем на есмінці включала два артилерійські пости, що розташовувалися на верхньому містку і середньої надбудові. У кожному з них були встановлені 4-метровий стереоскопічний далекомір і стабілізований у двох площинах візир. Система управління зенітним вогнем фактично була відсутня.
Управління торпедною стрільбою здійснювалося з торпедного поста, який знаходився поруч з артилерійським. На крилах містка були встановлені торпедні приціли типу TZA-2 зі стабілізованою оптикою.
Як гідроакустичний засіб на Z9 «Вольфганг Ценкер» встановлювалася шумопеленгаторна станція GHG (нім. Gruppenhorchgerdt). За розрахунковими даними виявлення шуму торпед мало відбуватися на дистанції у 2000 метрів, а підводного човна — на дистанції 500—700 метрів.

## Історія служби

### Норвезька кампанія
2 квітня 1940 року Гітлер віддав розпорядження про початок операції «Везербюнг» («Вчення на Везері») з окупації Данії та Норвегії. Висадку було призначено на 9 квітня. Для цього було сформовано 11 корабельних груп. Група 1, призначена для захоплення Нарвіка, складалася з 10 ескадрених міноносців під командуванням адмірала флотилії Бонте. 4-та флотилія (капітан-цур-зее Бей) налічувала чотири есмінці: Z9 «Вольфганг Ценкер», Z11 «Бернд фон Арнім», Z12 «Еріх Гізе» і Z13 «Еріх Келлнер».
Вранці 9 квітня на вході до Уфут-фіорду німецькі есмінці затримали три норвезьких сторожових кораблі (HNoMS Michael Sars, HNoMS Kelt та HNoMS Senja). Z18 «Ганс Людеман» та Z22 «Антон Шмітт» висадили на берег загін гірських єгерів із завданням нейтралізувати норвезькі берегові батареї. Z9 «Вольфганг Ценкер», Z13 «Еріх Келлнер» та Z19 «Герман Кунне» висадили десант у Хер'янґс-фіорд, пізніше туди ж прибув Z12 «Еріх Гізе», який відстав від групи через заливання машин.
Отримавши тривожне звістку про висадку німців у Норвегії, британське адміралтейство направило до Уфут-фіорду 2-гу флотилію есмінців («Гарді», «Хотспар», «Хавок», «Хантер», «Хостайл»), що раніше входила до ескорту лінійного крейсера «Рінаун». Німці не очікували появи сил противника, і в результаті раптової атаки британських кораблів чотири з п'яти німецьких есмінців, що знаходилися в Нарвіку, були потоплені або серйозно пошкоджені, тоді як кораблі капітана Ворбертона-Лі залишалися практично неушкодженими.
Після годинного бою британський командир віддав наказ про відхід, вважаючи, що всі німецькі кораблі виведені з ладу, а своє завдання виконаним.
Тим часом п'ять есмінців німецької флотилії, які залишилися в Баланген і Хер'янґс-фіордах, були повідомлені по радіо про британську атаку порту Нарвіка. Вони не змогли оперативно прийти на допомогу кораблям, атакованим у порту, проте через годину, коли британці вже відходили на захід, їм на перехоплення майже одночасно вийшли есмінці Z9 «Вольфганг Ценкер», Z12 «Еріх Гізе» та «Еріх Келлнер» з півночі та Z11 «Бернд фон Арнім» та Z2 «Тіле» з півдня.

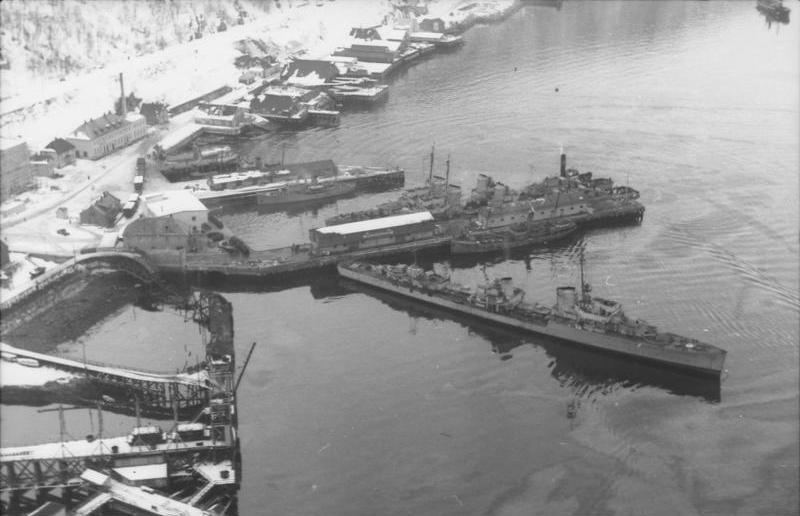
Німецькі есмінці в порту Нарвіка після висадки морського десанту (на передньому плані Z17 «Дітер фон Редер», за пірсом — Z9 «Вольфганг Ценкер»). 9 квітня 1940

У битві, що сталася 10 квітня 1940 року, було втрачено два британських есмінці: лідер флотилії «Гарді», який був викинутий на берег у полум'ї, і «Хантер», який був торпедований і затонув. Третій есмінець — «Хотспар» — також був серйозно пошкоджений торпедою. «Хотспар» й інші британські есмінці залишили поле бою, завдавши при цьому шкоди «Георгу Тіле». Німецькі есмінці, яким тепер не вистачало палива та боєприпасів, не переслідували противника, і британські кораблі змогли потопити корабель постачання боєприпасів Rauenfels (8460 GRT), який вони зустріли на шляху з фіорду. Незабаром німецькі військово-морські сили були блоковані британськими підкріпленнями, включаючи крейсер «Пенелопа». У ніч з 11 на 12 квітня під час маневрування в гавані Нарвіка «Еріх Келлнер» і «Вольфганг Ценкер» сіли на мілину. «Ценкер» пошкодив свої гвинти і мав можливість розвинути швидкість не більше 20 вузлів (37 км/год).
Королівський флот вважав за необхідне, з моральних і стратегічних цілей, перемогти німців у Нарвіку, тому віцеадмірал Вільям Вітворт був відправлений з лінкором «Ворспайт» і дев'ятьма есмінцями; чотири класу «Трайбл» («Бедуїн», «Козак», «Панджабі» та «Ескімо») і п'ять інших («Кімберлі», «Хіроу», «Ікарус», «Форестер» і «Фоксхаунд»), які супроводжувалися літаками з авіаносця «Фьюріос». Ці сили прибули до Уфут-фіорду 13 квітня, щоб виявити, що вісім німецьких есмінців, які залишилися під командуванням фрегаттен-капітана Еріха Бея, через брак палива та боєприпасів фактично застрягли в пастці.
Перед битвою «Ворспайт» запустив свій поплавковий літак «Сордфіш», який атакував і потопив U-64, що стояв на якорі в Хер'янгс-фіорді біля Б'єрквіка. Більшість екіпажу вижили і були врятовані німецькими гірськими військами.
13 квітня 1940 року в наступному бою три німецьких есмінці були потоплені «Ворспайт» та його ескортом, а інші п'ять кораблів противника були затоплені їхніми екіпажами, коли у них закінчилися пальне та боєприпаси. Першим став «Еріх Келлнер», який намагався влаштувати засідку на союзників, але був помічений «Сордфіш» з авіаносця, а потім торпедований і обстріляний есмінцями та лінкором. Потім «Вольфганг Ценкер», Z11 «Бернд фон Арнім», Z18 «Ганс Людеман» і Z19 «Герман Кюнне» вступили в бій з британськими силами, але зуміли лише незначно пошкодити «Бедуїн». Британські палубні літаки намагалися вступити в бій з німецькими есмінцями, але не мали успіху; двоє були втрачені. «Вольфганг Ценкер» намагався торпедувати «Ворспайт».
Нарешті, коли на німецьких есмінцях закінчилися боєприпасами, вони відступили, за винятком «Германа Кюнне», який не отримав наказу. «Вольфганг Ценкер», «Георг Тіле», «Бернд фон Арнім» і «Ганс Людеманн» відійшли вглиб Ромбакс-фіорду, найсхідніша частина Уфут-фіорду, і незабаром були затоплені власними екіпажами. Єдиним німецьким кораблем, що вцілів у районі порту Нарвіка, був підводний човен U-51.